# Gergely
Gergely – szczyt górski w Górach Tokajsko-Slańskich w północno-wschodnich Węgrzech. 783 m n.p.m. Pod szczytem źródła rzeki Takta – dopływu Cisy.